# Lomas de Monterrey
Lomas de Monterrey är en ort i Mexiko.   Den ligger i kommunen Mazatlán och delstaten Sinaloa, i den centrala delen av landet, 800 km nordväst om huvudstaden Mexico City. Lomas de Monterrey ligger 38 meter över havet och antalet invånare är 612.
Terrängen runt Lomas de Monterrey är platt åt sydväst, men åt nordost är den kuperad. Terrängen runt Lomas de Monterrey sluttar söderut. Runt Lomas de Monterrey är det ganska tätbefolkat, med 139 invånare per kvadratkilometer. Närmaste större samhälle är Mazatlán, 15,4 km väster om Lomas de Monterrey. I omgivningarna runt Lomas de Monterrey växer i huvudsak lövfällande lövskog.